# برودي لي
 برودي لي  (بالإنجليزية: Brodie Lee)‏ (ولد 16 ديسمبر 1979 - 26 ديسمبر 2020) مصارع محترف أمريكي كان يعمل في اتحاد آول إليت ريسلينغ وهو عضو سابق في عائلة وايت مع براي وايت وإيريك رون في دبليو دبليو إي

## مسيرته في المصارعة

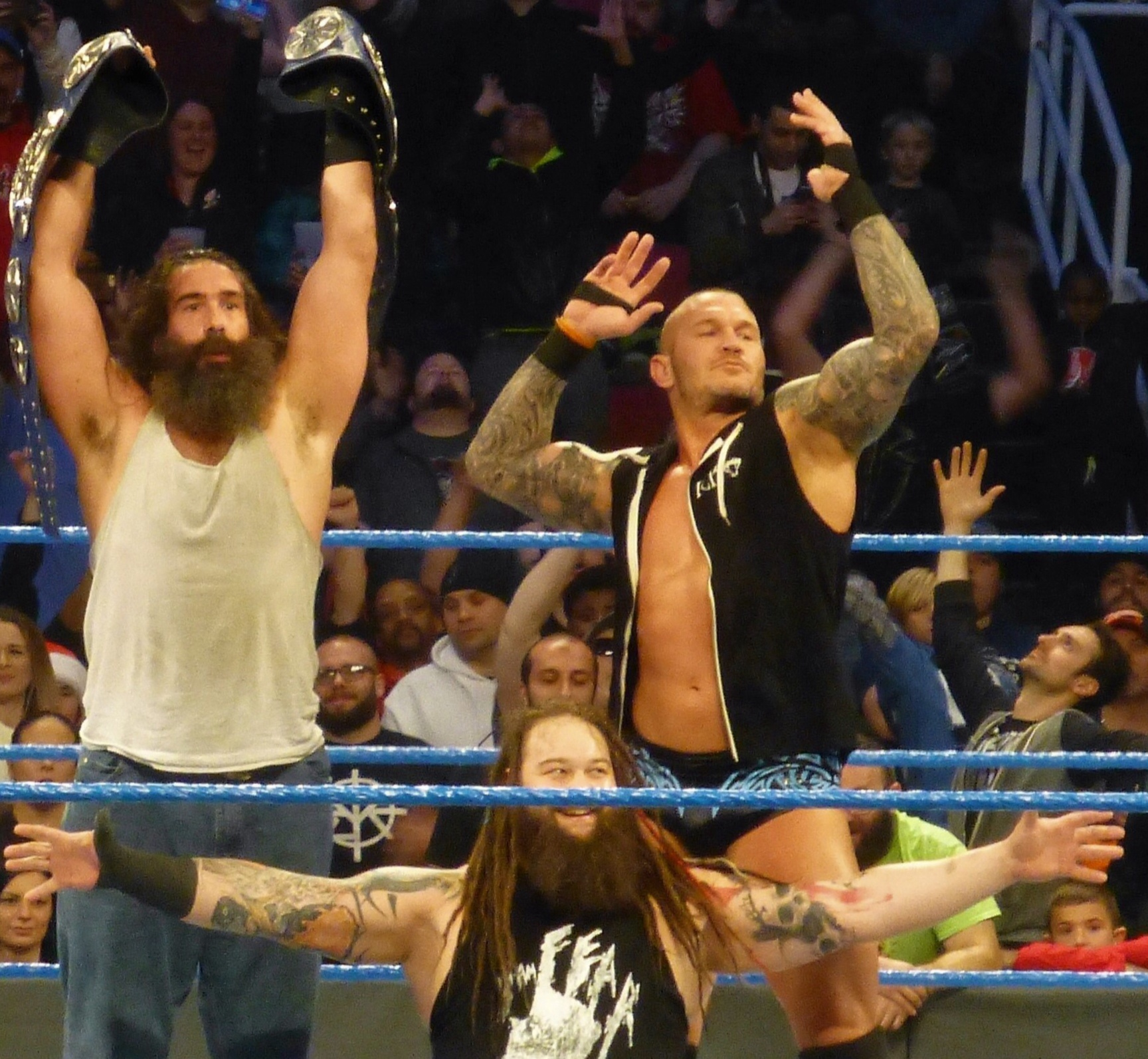
لوك هاربر وبراي وايت وراندي أورتن يتظاهرون أمام دين أمبروز

### بداية المسيرة (2001-2004)
بعد أن تدرب على يد كل من كيربي ماركوس ورك ماتركس في نيويورك هوبر أعلن انضمامه إلى ريك ستي وريسلنغ في نهاية عام 2002 وارتدى قناع وسمي بي  هوبر بوي  وبعدها نزع القناع وضل على نفس الاسم.

### تشيكارا (2004-2012)
في عام 2007 هوبر أعلن انضمامه إلى اتحاد تشيكارا وسمي بي برودي لي.

### آول إليت ريسلينغ (2020)
فاجأ برودي الجميع حين انضم لاتحاد آول إليت ريسلينغ تحت اسم برودي لي في 18 مارس.

## الدبليو دبليو إي

### عائلة وايت (2012-2014)

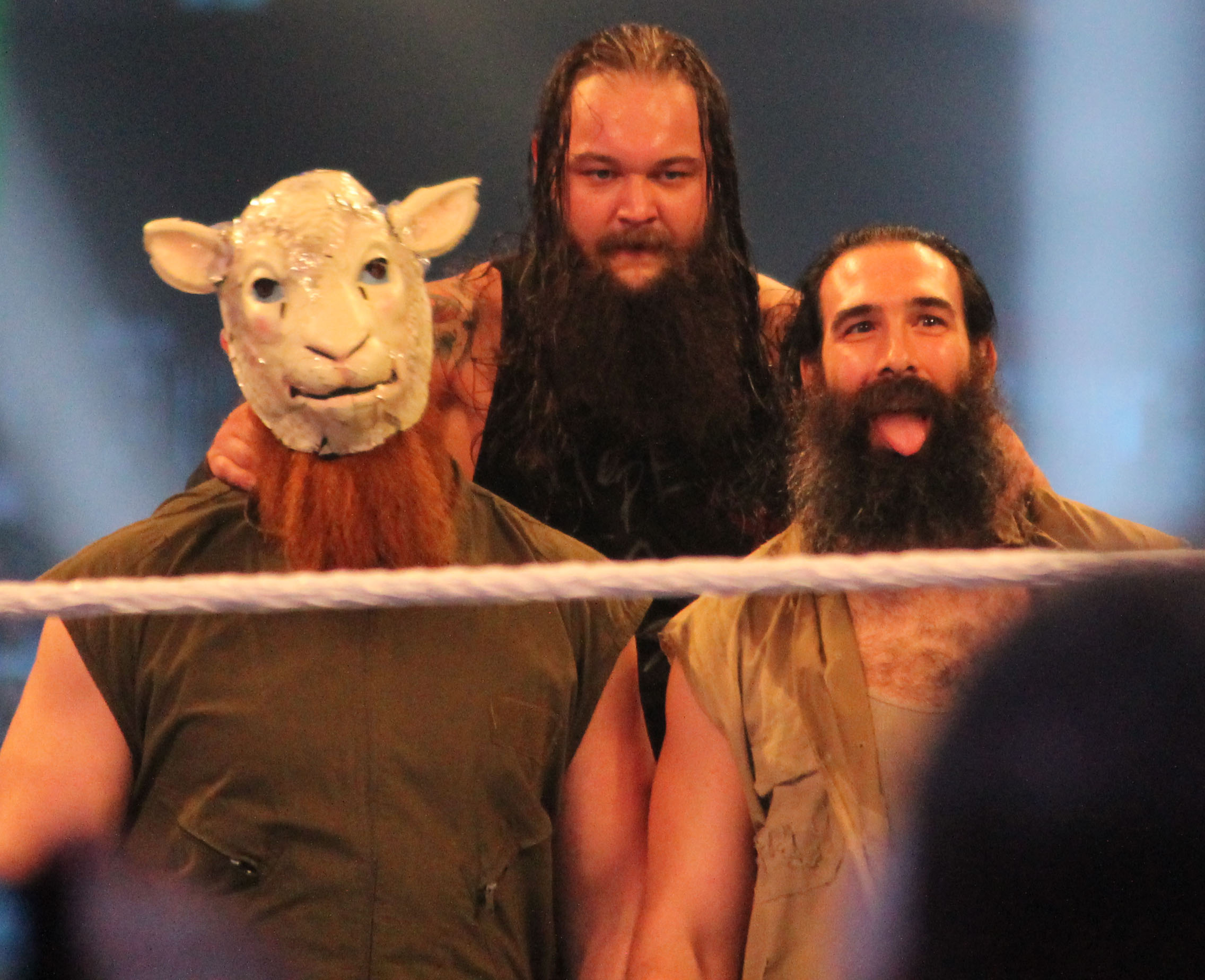
لوك هاربر في اليمين.

في يوم 12 مارس 2012 هوبر وقع عقد مع الدبليو دبليو إي تحت اسم  لوك هاربر  في الأف سي دبليو وبعدها أصبحت ان اكس تي وفي نوفمبر ضهر هاربر في ان أكس تي يحلقه براي وايت عندما أعلن أن هاربر أول أبن من عائلة وايت وبعدها ضهر الأبن الثاني إلذي هو إيريك رون وشكل فريق مع هاربر بعد أن هزما يوشي تاتسو و (بيرسي واتسون) في أول مباراة لهم في 9 يناير 2013، وفي يوم 23 يناير هاربر ورون هزما يوشي تاتسو وبيركي واتسون في بطولة إن أكس تي للفرق ثم هزما بو دالاس ومايكل مجيلكاتي، ثم خسرو ضد أدريان نيفل وأوليفر جري وفي 20 مارس تمكن هاربر من هزيمة نيفل بطل الفرق وبعدها فازا في مباراة فرق ثلاثية بعد تثبيتهما للبطل أدريان نيفل.
وفي 7 يوليو 2013 ظهرت عائلة وايت في عرض راو وهاجمو كين، وفي 26 يوليو هاربر ورون هزما تونس أوف فانك وبعد بضعة أشهر ظل رون وهاربر يهزما المزيد من الفريق حتى خسارتهما الأولى في يوم 11 أكتوبر 2013 على يد غولدست وكودي رودز، وبعدها بدأت عائلة وايت مهاجمة كل من سي أم بانك ودانيال براين وتواجه كل من رون وهاربر ضد براين وبانك في عرض سرفايفر سريز ولكنهم خسرو. وفي مطلع عام 2014 دخلت عائلة وايت في عداء مع فريق الدرع وبعدها دخلو في عداء مع جون سينا في راسلمينيا30 وإكستريم رولز وبايباك وبعدها دخل رون وهاربر في عداء مع ذا أوسو جاي اوسو وجيمي اوسو ولكنهم خسرو في عرض ماني إن ذا بانك Money In The Bank وعرض باتل جراوند  Battleground .

### بطولة القارات (2014-2019)
في يوم 10 نوفمبر أعلن هاربر انضمامه إلى فريق السلطة في سرفايفر سريز 2014 وفي يوم 17 نوفمبر هاربر هزم دولف زيجلر ليصبح بطل القارات الجديد بعد مساعدة من سيث رولينز وفريق الأمن (جي وجي) اللذان هازما زيجلر قبل المباراة، وفي سيرفايفر سريز هاربر أقصي من قبل دولف زيجلر، وفي 24 نوفمبر هاربر دافع عن لقبه ضد دين أمبروز عن طريق الإقصاء، ولكن هاربر خسر البطولة لدولف زيجلر في عُرض تي إل سي  TLC  في يوم 14 ديسمبر 2014.

## الحياة الشخصية
هوبر متزوج وله ولدين.

## وفاته
توفي هوبر في 26 ديسمبر 2020، عن عمر يناهز 41 عامًا. ذكرت زوجته أنه عولج من مرض رئوي في عيادة مايو في جاكسونفيل، فلوريدا.

## روابط خارجية
- برودي لي على موقع IMDb (الإنجليزية)
- برودي لي على موقع قاعدة بيانات الفيلم (الإنجليزية)
- برودي لي على موقع دبليو دبليو إي (الإنجليزية)
- برودي لي على موقع WrestlingData.com (الإنجليزية)
- برودي لي على موقع CageMatch worker (الإنجليزية)
- برودي لي على موقع قاعدة بيانات المصارعة على الإنترنت (الإنجليزية)
- برودي لي على موقع عالم المصارعة على الإنترنت (الإنجليزية)